# Tala är silver, skrika är guld.
Tala är silver, skrika är guld (2003-2013) är ett samlingsalbum med hårdrocksbandet Lillasyster, utgivet 2013. Albumet är bandets andra samlingsalbum och femte i ordningen.

## Låtlista
1. Roar
2. Berätta det för Lina
3. Så jävla bra
4. Vad skulle mamma säga?
5. Hårdrock
6. Umbrella
7. Total panik
8. Traktor
9. Jag är här nu [höstedit]
10. Dra åt helvete
11. Kräkas
12. Nu har jag fått nog
13. Luke Skywalker
14. Andreas
15. Motley Crew

## Bandmedlemmar
- Sång - Martin Westerstrand Skans
- Gitarr och bas - Max Flövik
- Trummor - Ian-Paolo Lira
- Bas - Andreas Bladini